# Дмитровичи (Брестская область)
Дмитровичи (бел. Дзмітровічы) — агрогородок в Каменецком районе Брестской области Беларуси, административный центр Дмитровичского сельсовета. Площадь — 175,4 га, численность населения — 490 человек (2019).

## География
Дмитровичи находятся в 10 км к северу от города Каменец на южной окраине национального парка «Беловежская пуща». В 13 км к северу проходит граница с Польшей, село включено в пограничную зону с особым режимом посещения. Через село проходит канал Хвояновский Ров, принадлежащий к бассейну реки Лесная. Через Дмитровичи проходит шоссе Р83 на участке Каменец — Каменюки, его здесь пересекает местная дорога Януши — Новицковичи.

## История
Имение известно со второй половины XVI века, входило в состав Берестейского повета Берестейского воеводства Великого княжества Литовского. В 1786 году построена деревянная униатская Преображенская церковь.
После третьего раздела Речи Посполитой (1795) Дмитровичи в составе Российской империи, принадлежали Брестскому уезду Гродненской губернии.
В 1847 году поместьем владели помещики Сивер и Бахметьев, с 1860-х годов — центр Дмитровичской волости Брестского уезда. Преображенская церковь была передана православным. Согласно переписи 1897 года в Дмитровичах было 74 двора, 498 жителей, народное училище, хлебозапасный магазин, трактир. В 1905 году — 560 жителей, в народном училище 97 учащихся.
Согласно Рижскому мирному договору (1921) деревня вошла в состав межвоенной Польши, где принадлежала Брестскому повету Полесского воеводства. В 1923 году здесь было 89 дворов и проживало 402 жителя. С 1939 года в составе БССР. В Великую Отечественную войну на фронтах погибло 25 жителей деревни.

## События и мероприятия
- 17 августа 2023 года в Дмитровичи прибыли участники велогонки «Тур Беларуси-2023»[5]

## Достопримечательности
- Преображенская церковь. Построена в 1786 году из дерева. Памятник деревянного народного зодчества. Рядом отдельно стоящая деревянная квадратная в плане колокольня. Церковь включена в Государственный список историко-культурных ценностей Республики Беларусь[6] —  Историко-культурная ценность Республики Беларусь, шифр 112Г000347
- Памятник землякам. В память 103 жителей Дмитровичей и окрестных деревень, погибших в годы войны. В 1969 году установлена стела[7].